# Party (альбом)
| Оценки критиков                     | Оценки критиков |
| Источник                            | Оценка          |
| ----------------------------------- | --------------- |
| AllMusic                            | [ 1 ]           |
| Robert Christgau                    | C+              |
| The Encyclopedia of Popular Music   | [ 5 ]           |
| (The New) Rolling Stone Album Guide | [ 6 ]           |
| Spin Alternative Record Guide       | 4/10            |

Party (Вечеринка) — пятый сольный альбом Игги Попа, выпущенный в 1981 году. На этом альбоме, Игги сотрудничал с Иваном Кралом, который более известен как гитарист и бас-гитарист у Патти Смит в 1970-е годы. Альбом достиг 166 места в хит-параде Billboard.

## Об альбоме
Когда руководство лейбла Arista Records услышали альбом, они попросили бывшего продюсера группы Monkees Томми Харта, сделать ремикс на песню «Bang Bang». Он был выпущен в качестве сингла, достигнув строчки #35 в чарте Billboard Club Play, позже на него сделал кавер-версию Дэвид Боуи. Согласно автобиографии Игги Попа «I NEED MORE», он написал «Bang Bang», так как руководство Arista Records хотели сингл, и он пообещал им коммерческий альбом. Игги утверждал, что к нему идея песни пришла к нему во время чтения «All the Right Stuff» в местном книжном магазине. Первоначально музыкант хотел, чтобы альбом продюсировпали Фил Спектор или Майк Чэпмен.
«Party» является последним из трех альбомов Попа на Arista Records, включая «New Values» и «Soldier». Концертный тур в поддержку альбома был задокументирован на DVD «Live in San Francisco». Лейбл Buddha переиздал альбом в 2000 году, с двумя бонус-треками, «Speak to Me» и версией Попа классической песни Джонни Мерсера «One for My Baby (and One More for the Road)».

## Список композиций
Все песни написаны Игги Попом и Иваном Кралом, за исключением отмеченных.
1. «Pleasure» — 3:10
2. «Rock and Roll Party» — 4:11
3. «Eggs on Plate» — 3:41
4. «Sincerity» — 2:38
5. «Houston Is Hot Tonight» — 3:30
6. «Pumpin' for Jill» — 4:30
7. «Happy Man» — 2:19
8. «Bang Bang» (Pop, Kral) — 4:08
9. «Sea of Love» (George Khoury, Phil Phillips) — 3:49
10. «Time Won’t Let Me» (Tom King, Chet Kelley) — 3:22

### Бонус треки переизданного CD
1. «Speak To Me» — 2:39
2. «One for My Baby (and One More for the Road)» (Harold Arlen, Johnny Mercer) — 4:05

## Альтернативные версии
- «Bang Bang» (7" Edit) — 3:40
- «Sea Of Love» (7" Edit) — 3:43

## Участники записи
- Игги Поп: вокал
- Иван Крал: гитара, клавишные
- Роб Дюпри: гитара
- Майкл Пэйдж: бас
- Дуглас Боун: ударные
- Джимми Вайзер: струнные на «Sea of Love», «Bang Bang», «Time Won’t Let Me»
- The Uptown Horns: духовые на «Pleasure», «Sincerity», «Houston Is Hot Tonight», «Happy Man»